# 総統杯ハッカソン
総統杯ハッカソン（そうとうはいハッカソン, 総統盃黒客松)とは、2018年から毎年台湾で開催されているハッカソンである。公共の課題に対する革新的な技術解決策を生み出すことを目的とする。受賞したプランは、1年以内の社会実装を目指す。

## 概要
台湾各地が抱える課題の解決を目的として、民間のチームが公共政策のアイデアを持ち寄ってプレゼンをする。「クアラッドボーティング」と呼ばれる投票制度のもとで勝ち抜いた5チームは、中華民国総統から直接トロフィーを渡される。受賞したアイデアは、1年以内に国の政策として取り入れられることが約束され、予算がつき、必要に応じて法改正も行われる。なお、総統杯ハッカソンには海外の団体も参加しており、2019年には15の国・地域から23チームが参加した。